# Jenaro Pindú
Jenaro Antonio Espínola Tami, más conocido como Jenaro Pindú (Asunción, 10 de febrero de 1946 – Asunción, 19 de noviembre de 1993) fue escritor, dibujante, pintor, grabador y escultor así como también arquitecto, paisajista y diseñador. Es considerado un genio artista-arquitecto, uno de los más representativos del Paraguay.
Fue un arquitecto vanguardista, altamente respetado en Paraguay donde 15 de sus obras han sido declaradas Patrimonio Cultural Urbano por la Secretaría Nacional de Cultura. Dentro de sus principales proyectos arquitectónicos se destaca la construcción del edificio residencial Nautilus de 18 pisos. Se cree que construyó unas 40 obras a lo largo de sus 20 años de ejercicio profesional, algunas fueron demolidas por descuido o por efectos de la especulación inmobiliaria y otras nunca llegaron a completarse como el caso de la Casa Maluff-Armele. Constructor infatigable, que produjo abundantemente y maduró rápidamente, sus construcciones le permitieron expresar su pensamiento en toda su simultaneidad y multiplicidad.

"Cuando Asunción era blanca y colonial propuse una arquitectura de techos planos, revestimientos e incluso interiores con paredes de colores diferenciados. Cuando esto se hizo popular, volví al rigor de la arquitectura blanca. Luego, cuando esto se popularizó, retomé la paleta de materiales naturales y volví a la piedra, la madera, el hormigón y los colores naturales. Hacer lo contrario de lo que todos hacen, suele ser la única manera de avanzar".
Jenaro Pindú

## Biografía

### Primeros Años

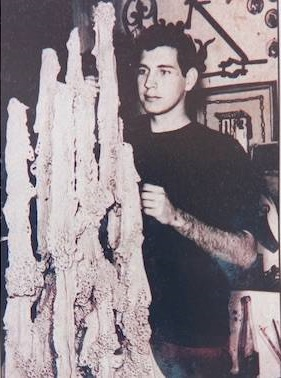
Jenaro Espínola en la década del '60

Nació en Asunción el 10 de febrero de 1946 en el seno de una familia tradicional, conocida en la sociedad capitalina, sobre la calle México en el barrio de La Catedral en la zona de la Parroquia de San Francisco. Fue el menor de tres hijos del matrimonio de Jenaro Espínola (padre), un militar que peleó en la Guerra del Chaco y Carmen Dorbalina Tami, descendiente de italianos y de origen villarriqueño.
Desde pequeño se recordaba a Jenaro haciendo trazos y para la década de los 60 sus dibujos ya llamaban la atención. Luego estudia en la Escuela de Bellas Artes de Asunción, empieza haciendo esculturas, de formas orgánicas casi misteriosas, idea que luego plasmó también en sus dibujos.
De carácter más bien introvertido, cuentan las anécdotas que ya de pequeño dedicaba horas a la cría de aves en su casa de la infancia. En esa época hacía sus estudios en la escuela República Argentina y luego siguió la secundaria en el Liceo San Carlos. Para entonces, su actividad artística ya era intensa y tenía realizados varios dibujos que firmaba con las iniciales JET. Asimismo, se recuerda que en su época de estudiante universitario, Jenaro iba a la facultad acompañado de una llamativa mascota: un cachorro de puma. El felino era motivo de atenciones y cuidados por su parte, al punto que llegó a vivir también en la famosa residencia del artista.
Fue alumno de escultura y gran amigo de Hermann Guggiari, para muchos el mayor exponente de la escultura paraguaya en el siglo XX. Entre otros renombrados personajes que intervinieron en su formación de artista, se pueden citar el de Ofelia Vera Echague (1904-1987), pintora y docente, quien estudió con Héctor Da Ponte, Modesto Delgado Rodas, Pablo Alborno y Adán Kunos, artistas que igualmente formaron parte del proceso de formación de Jenaro Pindú.
En 1964, con 18 años de edad, ingresó a la Facultad de Arquitectura. Por esos años adoptó el apellido Pindú que según él mismo explicaba era Espínola en guaraní, así comenzaría a firmar sus obras en adelante. Por los pasillos de la facultad conoció a una amiga muy importante en su vida, Clara Luces. Con ella, paralelamente a los estudios, comenzó a trabajar en decoración de vidrieras de comercios. Algunas tiendas sobre la calle Palma fueron sus primeros trabajos. Con 20 años, Pindú realizó su primera exposición de dibujos y esculturas, que según las crónicas la misma fue un éxito. Desde joven, los trabajos de Pindú eran una búsqueda en la que se enfrascaba por días, semanas o hasta meses hasta descubrir algo nuevo. Desde 1966 incursionó en el mundo del arte luego de participar destacándose en el Concurso organizado por el Centro Cultural Paraguayo Americano, denominado “Plástica Paraguaya”, su larga carrera en la actividad de la plástica paraguaya se extiende hasta 1989. Se gradúa como arquitecto en el año 1972.

### Vida Profesional
En el año 1970 realiza, a cuadras de su casa, en los grandes y modernos salones de la antigua galería Miró, una muestra individual que marcó el predominio del dibujo en el arte paraguayo en los años 70. Allí presenta sus famosas “Arcas de Noé postindustriales”, unas enigmáticas figuras, mezcla de barcos y trenes en algunos casos, que contenían una enorme cantidad de elementos con profundos mensajes. A partir de estas “naves” su obra comienza a girar en torno a ese eje artístico. Su dibujo parte de estructuras firmes como muros, torres, hierro de locomotoras, que denotan estabilidad o consistencia, para luego difuminarse en trazos, líneas, redes tendidas al vacío. Para sus dibujos elige la tinta china sobre papel blanco. En cuanto a los grabados, el artista utiliza el cobre, trabaja en punta seca, aguafuerte y aguatinta. Los mismos implican una renovación y suponen un cambio conceptual y en la técnica.
Pindú coincidió con la época más turbulenta que vivió el país durante la dictadura militar más longeva de Sudamérica: 35 años, desde 1954 a 1989. Como todo régimen autoritario se opone al libre ejercicio del pensamiento y a las formas de expresión cultural que de él emanan, censurando estas por promover la subversión. Pindú se educó en círculos sociales acomodados ya que su padre era parte del cuadro militar, fue un verdadero militar que peleó en la Guerra del Chaco, se encontraba retirado y criticaba la politización militar del dictador y consecuentemente, no gozaba de la simpatía del régimen. Lo que le permitió explotar los vínculos sociales que le permitieron producir su obra artística y arquitectónica. Sin embargo, se mantuvo al margen y nunca llegó a ser un militante con poder político; nunca llamó a la confrontación política. Construyó un camino hacia la expresión desde ese lugar complejo. Es por esto, que Pindú no acostumbraba ir a cenar cuando sus clientes se los invitaba, era propio de su carácter no participar de las reuniones sociales de los círculos de poder y estaba acostumbrado a mantener una respetable distancia de estos ámbitos. Su esfera social habitual era la de las artes plásticas. Sin embargo, lejos del rendibú social, en poco tiempo logró consolidarse como un arquitecto de prestigio.
Como la primera facultad de arquitectura se fundó en 1957, la arquitectura paraguaya de ese período se apoyó en figuras de escuelas de países vecinos, y se enmarcó en ideas de racionalismo, regionalismo crítico latinoamericano o referencias europeas de la talla de Le Corbusier, muy citado en la escritura crítica de la época. Pindú fue indiferente a estos movimientos y construyó un vocabulario despojado del academicismo de estas escuelas. No mostró interés en trabajar dentro de una estructura lingüística estable; por el contrario, se movía libremente entre la experiencia y la intuición. Además, la arquitectura estatal durante la dictadura se caracterizaba por adquirir el estilo moderno del estilo internacional, para dar un supuesto mensaje de “orden y progreso” al país, es por eso se mantuvo lejos de proyectos de obras públicas y de edificios corporativos de cuño burocrático.
Mientras tanto, la construcción de la hidroeléctrica de Itaipú (1973-1984) generó un crecimiento económico que tuvo implicancias sociales y culturales. La figura del arquitecto, como profesional destacado y deseado, se hizo relevante. Poco tiempo después de haberse creado la facultad, en la década de los ’70 Asunción contaba con jóvenes arquitectos ansiosos de integrarse al crecimiento urbano del país, cuya expansión económica marchaba a la par que las restricciones a la actividad política de la oposición y las acciones represivas del gobierno. Este crecimiento económico que benefició particularmente a ciertos sectores sociales, se vio reflejado en una arquitectura de elevado rango socioeconómico que fue desarrollándose en emplazamientos destacados de la ciudad. Consistían de construcciones novedosas, con cierto toque de espectacularidad; viviendas que atestiguaban el emergente poder económico de sus moradores, casas cuyo lenguaje formal destacaba el estatus social de sus habitantes, de este modo la ciudad de Asunción acogió a un “arquitecto de firma”: Pindú.
Ya en la década de los 70, el nombre de Jenaro Pindú tenía fuerza propia dentro del ámbito arquitectónico y artístico. Con el “boom” económico que representó la construcción de la represa de Itaipú, Pindú inició una serie de ambiciosos proyectos. En menos de diez años llegó a desarrollar decenas de planos de viviendas tanto en la capital como en localidades del interior del país. Basado en un lenguaje posmodernista, se apartó de la arquitectura neocolonial que atraía enormemente a la nueva clase pudiente de la época.
Vivió una triste circunstancia al haber sido detenido injustamente y torturado en las cárceles, en medio del llamado “Caso Palmieri”, en mayo de 1982. Si hubiera tenido nexos políticos de peso podría haber evitado ese infortunio, al ser su padre un militar retirado que se oponía al régimen. Su natural indignación hizo que una mañana, ya en libertad, quemara en una hoguera todos los planos de sus proyectos. A partir de ese momento cerró su estudio y, a manera de exilio temporal, se mudó a San Pablo, Brasil, donde vivió algunos años dedicado a las técnicas de grabado e impresión gráfica. Pero aún con la carga de los ingratos recuerdos, volvió a Asunción para seguir con su labor profesional, volviendo a recuperar con sus trabajos su estatus como uno de los arquitectos más destacados.
En 1988 crea el Estudio Pindú S.R.L., en el predio de su residencia, para lo cual convoca a varios profesionales con los que ya tenían experiencias de trabajo conjunto. Allí el artista pasaba horas y horas dando vida a piezas artísticas y proyectos diversos, arquitectura de interiores, diseño de muebles, paisajismo, escenografía.
Antes de la construcción del edificio Nautilus de Pindú en 1989, la torre más emblemática de Asunción era el Hotel Guaraní (1957), de propiedad estatal, influenciado por la arquitectura modernista brasileña. El Nautilus, por el contrario, adquirió importancia local a través de la aceptación colectiva, sin apoyo oficial y sin adherirse a las ideas internacionales de arquitectura.
Antes de su partida, Jenaro buscó dar vida a uno de sus sueños más anhelados: la Fundación Museo Pindú, que se dedicaría a la difusión de las artes y al estímulo de los jóvenes creadores mediante concursos y exposiciones. Esta idea había sido concebida para que todo su acervo particular quedara en un solo espacio para que futuras generaciones puedan ver su trabajo; en el espacio donde fue creado, en su vivienda.

## Estilo Arquitectónico
El Paraguay idealiza dos vestigios en el reconocimiento y celebración de su patrimonio: las ruinas de los templos y las misiones jesuíticas. Ambos reflejan el modelo de transculturación e hibridación del que surgió la nación paraguaya. Las ruinas de la iglesia de Humaitá, destruida durante la Guerra de la Triple Alianza en 1870, contra Argentina, Brasil y Uruguay, son evidencia de resistencia. Pindú hace renacer estas ideas incorporándolas a su arquitectura, asegurándolas como una confirmación local de la idea universal de civilización. Las ruinas atrajeron a Jenaro porque sus glorias persisten, una presencia atemporal, al mismo tiempo que cimentan puentes con el futuro. Reiterado a lo largo de su vida, este juego dialéctico de construcción-representación, lo propio y lo apropiado, es un marco a través del cual convierte la ruina en uno de sus elementos arquetípicos.
Su arquitectura se alinea en el tiempo de crisis de la modernidad, lo posmoderno. Todo el sistema de las artes occidentales sacudió hábitos, cuestionó ideologías y creencias y depuso soberbia mesiánica. El eco de la revulsión se hace sentir con alguna demora e integrada al imaginario local explosiona en una miríada contrastada de pensar y hacer arquitectura. Así planteada la cuestión, la obra del arquitecto acontece en una encrucijada convulsa que condensa el talante creativo personal, las formas del habitar local y la historia y la cultura bajo el manto oscuro, denso, de la dictadura en pleno proceso. Sus diseños arquitectónicos suelen caracterizarse por un fuerte contenido formalista, es innovadora, audaz y dramática a la vez.
Casi todas sus obras son urbanas, un fenómeno formal y espacial en la estructura de la ciudad, cuya geometría lineal define la volumetría hecha recodos, interrupciones abruptas y gestos irresolutos en el espacio-tiempo. Concibe la arquitectura como concierto de ideas y materialidad, como pulsión y deseo de habitar diferente: espacio correlato de tiempo y forma deconstruido por la intuición y la sensibilidad activa y actualizada, antes que por los principios universales de la racionalidad funcional.

## Estilo Artístico
Maestro dibujante, dibujó construcciones fantásticas y máquinas de preservación existencial utilizando innovadoras técnicas de dibujo a tinta. Sus dibujos eran experimentos que formaban un marco conceptual para su arquitectura y que, a su vez, se revisaba durante la construcción. En efecto, estableció un prolífico sistema de retroalimentación: el trabajo se apoyaba en sus dibujos y la actividad de dibujo se sustentaba en su obra construida. En sus estudios cotidianos de proporciones y exploraciones de materiales, utiliza la ilustración y el grabado como enfoques complementarios, explorando métodos de representación que superan las posibilidades que ofrece la arquitectura.
En sus obras artísticas se idealiza un mundo postapocalíptico inminente: una crítica a la modernidad. La posición de Pindú adquiere una vigencia fuera de su tiempo. Con sensibilidad y capacidad de respuesta, expone un mundo futuro devastado que se redime a través de la convivencia de la cultura y la naturaleza. Con la minuciosidad de un orfebre, sus exploraciones liberan escalas a través de expresiones en claroscuro hechas de trazos y líneas.
Posteriormente, la imagen se refracta, se fragmenta y repite en los collages buscando nuevas posibilidades expresivas. En los grabados de Pindú, la forma, el color y las gradaciones sutiles pasan a ocupar un lugar cada vez más importante, y aparecen planos densos, nuevos espacios más compactos y complejos y un tratamiento de la figura que refuerza su vigencia y enriquece la expresión.
Línea, dibujo y figuración constituyen en su universalidad el campo de creación gráfica notable y personal de Pindú. La interacción y pulsión creativas de estas dimensiones propiciaron una gesta gráfica de calidad excepcional y bien acusada identidad. El artista exploró varios campos con la línea. El dibujo la permitió perfilar formas orgánicas y geométricas en el soporte blanco del papel; el grabado abrió el mundo gráfico, casi siempre presagio de la forma, erigido con línea hecha bruma y mancha; en el collage escabulle por superposición lata de planos la espacialidad ficcional del trampantojo, así como tantas veces fractura el espacio-tiempo de vocación bidimensional del soporte con una línea abjurando las leyes de la visión: fugas invertidas, planos imposibles y visión simultánea.
La escultura, alternativamente al dibujo, parece ser una exploración temprana de la forma -mediados de la década de los años 60-, en la que la ductilidad matérica le facilitó entrever el proceso, la deriva de la alteración orgánica emergiendo en cada instante creativo y fundante de formas, en las que falta e incompletitud son principios controlados por la dinámica oculta, simulada y abstracta del tiempo. La forma fantástica emerge y se distancia de toda posibilidad naturalista, y se deja a la materia generar libremente nuevas relaciones de llenos y vacíos, cuya imperceptible regla orienta los misterios de la metamorfosis. Sin duda, la escultura temprana, y al parecer postergada sin solución de continuidad sistemática, guardaba sin embargo en la brevedad de su acontecer una potente intuición creadora, que dejó filtrar el germen complementario de ideas y conceptos constituyendo el ulterior diseño de objetos y arquitectura.

## Trayectoria Artística

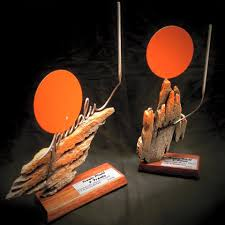
Premios Pindú diseñado y fabricado en el 2016 por el escultor Javier Guggiari del equipo de Guggiari Arte. El de la izquierda es el trofeo al puesto y el de la derecha, al 2.º puesto.

Su larga carrera en la actividad de la Plástica Paraguaya comprende desde 1966 hasta 1983. Luego de su muerte se hacen presentaciones en honor a su legado.
| Año  | Trayectoria |
| ---- | --- |
| 1966 | - Participación en "Plastica Paraguaya", concurso organizado por el Centro Cultural Paraguayo Americano (CCPA) - Primera subasta pública de Esculturas, Centro Cultural Paraguayo Americano (CCPA) |
| 1967 | Participación en: - la IX Bienal de San Pablo - la exposición en el Club Náutico San Bernardino - la muestra en la Cruz Roja Paraguaya - la ilustración de su poemario “B.A.M.” - la muestra de esculturas en los salones del CEPRO |
| 1968 | Participación de: - el audiovisual Poético - la muestra “Artistas Paraguayos” en el Club Concepción - la exposición Colectiva en el Centro Cultural de Villarrica - la Ilustración y publicación de sus poemas en la revista “Hoy” - la exposición de pintura, grabado y escultura en el Colegio Goethe |
| 1969 | Participación en: - la muestra colectiva en la biblioteca pública de Ypacarái - la muestra “Artistas Paraguayos” en el Centro Cultural Paraguayo Americano (CCPA) - “Arte ‘69” en la Asociación Cristiana de Jóvenes Publicación de su ilustración "Puente sobre el Tapekue" |
| 1971 | Participación de: - la muestra individual en la Galería Miró - la exposición colectiva en la Casa Argentina |
| 1972 | Participación de: - la muestra de pintura y escultura en la Facultad de Filosofía de la Universidad Nacional de Asunción - “Escultura Hoy” en el Banco Central del Paraguay - la exposición colectiva en el Centro Cultural Paraguayo Americano (CCPA) |
| 1973 | Participación en la exposición de la Muestra Paraguaya de Teatro en el Centro Cultural Paraguayo Americano (CCPA) |
| 1976 | Participación en: - la muestra colectiva en la galería latinoamericana - “Dibujo Actual del Paraguay” en la galería Arte-Sanos - la exposición de Artes Gráficas de las Américas (homenaje al XXVIII aniversario de la Carta de la OEA) en el Centro Cultural Paraguayo Americano (CCPA) - la exposición de la Muestra Paraguaya de Teatro en el Centro Cultural Juan de Salazar |
| 1977 | Participación en: - la II Bienal de Maldonado (Uruguay) - “Dibujo y Grabado en el Paraguay” en el Centro Cultural Juan de Salazar |
| 1978 | Participación en: - “imagen/mensaje de Latinoamérica” en el Centro Cultural de Villeparisis (Francia) - “Arte catastrófico” en la galería Arte-Sanos - la muestra colectiva en la galería Sepia - la exposición “Artistas Paraguayos” en el Seminario Metropolitano de Asunción |
| 1979 | Participación en: - la III Bienal de Maldonado (Uruguay) - una muestra organizada por la Asociación de Periodistas del Paraguay, en el Centro Cultural Paraguayo Americano (CCPA) - “Dibujantes Paraguayos” en el Museo de Arte Popular y Dibujo Contemporáneo del Paraguay de Villeta - la exposición colectiva en la galería Aristos - “Plástica Paraguaya en la Semana de la Hispanidad en el Instituto Guaireño de Cultura Hispánica de Villarrica - la exposición colectiva en la galería Arte-Sanos - “La década del 70 y el Dibujo en el Paraguay” en el Centro Cultural Paraguayo Americano (CCPA) - la exposición remate a beneficio del Hospital Neuropsiquiátrico de Asunción en la galería Sepia - “Escultores y Ceramistas Paraguayos” en el Centro Cultural Paraguayo Americano (CCPA) |
| 1980 | Participación en: - la muestra “Artistas Paraguayos” en el Museo de la Casa Brasileña (San Pablo) - la muestra individual en la galería Sepia - la exposición individual en la galería Status |
| 1981 | Participación de: - la exposición colectiva en la Municipalidad de Pirayú (Paraguay) - la muestra "Diez artistas Gráficos del Paraguay" en Salones de la OEA (Washingon, EE. UU.) - la muestra "Retrospectiva 1966-1982", en el Centro Cultural Paraguayo Americano (CCPA) - la muestra “Artistas Paraguayos” en el Centro Paraguayo de Ingenieros |
| 1983 | - Participación de la Bienal de San Pablo, Brasil - Presentación de la muestra “Los grabados de Jenaro Pindú” en la galería Arte-Sanos |
| 1988 | Participación en: - una exposición colectiva en Alemania - una muestra en el Salón de Honor de Ahorros Paraguayos. |
| 1989 | Participación de: - la Asociación Latinoamericana de Artistas Plásticos - la exposición colectiva "acto de Libertad" en la Galería Arte-Sanos - la muestra "Alternativa 89" en el Centro de Estudios Brasileros, Asunción y en Fundación Cultural de Curitiva, Brasil |
| 1995 | Presentación del sello postal de Paraguay del valor de 6.000gs., con ilustración del Edificio Nautilus como fondo. Elaborado por el Departamento de Valores Fiscales de Asunción. |
| 1999 | Se creó el "Premio Pindú", como una manera de estimular a jóvenes artistas a seguir apostando al dibujo, especialmente, al de la técnica a mano |
| 2002 | Presentación de la muestra homenaje "Pindú 1946-1993", en la Casa Castelví del Centro Cultural Manzana de la Rivera en Asunción |
| 2014 | Presentación de la muestra de Jenaro Pindú titulada “Después de la Ruina, la Obra de Pindú” en el Centro de Artes Visuales / Museo del Barro |
| 2017 | Exposición permanente de una muestra titulada "Jenaro Pindú: Ensayos sobre el vacío, la arquitectura y la duración", con obras que pertenecen a la colección de Félix Toranzos, en el Museo del Barro |
| 2019 | Presentación de la muestra de obras de Jenaro Pindú “La Nave Azul” de la colección de Félix Toranzos |

## Obras Arquitectónicas
| Año  | Obra                                                                                      | Foto                               | Ciudad   | Distrito                   | Barrio                | Dirección | Ubicación |
| ---- | ----------------------------------------------------------------------------------------- | ---------------------------------- | -------- | -------------------------- | --------------------- | --- | --------- |
| 1971 | Casa Espínola Tami ᚼ                                                                      |                                    | Asunción | La Recoleta                | Mburicao              | Calle Dr. Telmo Aquino casi Cap. Gonzalo de Mendoza                                                                 |           |
| 1972 | Casa Martínez Trueba ᚼ                                                                    |                                    | Asunción | Santísima Trinidad         | Manora                | Avda. José de San Martín esq. Agustín Barrios                                                                       |           |
| 1973 | Casa Casco Bachen ᚼ                                                                       |                                    | Asunción | San Roque                  | Mariscal López        | Calle Dr. Ricardo Brugada esq Diego de Silva y Velázquez                                                            |           |
| 1973 | Casa Peroni ᚼ                                                                             |                                    | Asunción | San Roque                  | Las Mercedes          | Avda. Mcal. López c/ Pedro García, al lado del edificio Asturias                                                    |           |
| 1974 | Estudio Pindú "Sede de la Fundación Museo Pindú" (ex-residencia del artista - inconclusa) |                                    | Asunción | La Recoleta                | San Cristóbal         | Calle José de la Cruz Ayala esq. R.I. 6 Boquerón N° 5987                                                            |           |
| 1975 | Casa Legal (demolida)                                                                     |                                    | Asunción | La Recoleta                | Ykuá Satí             | Avda. Aviadores del Chaco                                                                                           |           |
| 1976 | Casa Plate Bendlin ᚼ                                                                      |                                    | Asunción | La Recoleta                | Mariscal Estigarribia | Calle Cap. Ruy Díaz de Melgarejo c/ Alberto Souza                                                                   |           |
| 1978 | Casa Grühn Duarte ᚼ                                                                       |                                    | Asunción | San Roque                  | Mariscal López        | Avda. Mcal. López esq. Zanotti Cavazzonni                                                                           |           |
| 1978 | Casa Serrati                                                                              |                                    | Asunción | San Roque                  | Mariscal López        | Calle Tte. Delgado esq. Serrati                                                                                     |           |
| 1978 | Casa Humberto Domínguez Dibb (conocida como La Mezquita)                                  |                                    | Asunción | Santísima Trinidad         | Salvador del Mundo    | En Plaza Moiety, Avda. Aviadores del Chaco casi Mayor Merlo                                                         |           |
| s/f  | Torre Amandau                                                                             |                                    | Asunción | La Recoleta                | Recoleta              | Avda. República Argentina esq. Dr. Juan Eulogio Estigarribia                                                        |           |
| s/f  | Casa Farrés                                                                               |                                    | Asunción | Santísima Trinidad         | Bella Vista           | Avda. España c/ Avda. Venezuela                                                                                     |           |
| 1978 | Casa Pazos ᚼ                                                                              |                                    | Asunción | San Roque                  | Silvio Pettirossi     | Calle Cap. Figari c/ Tte. Fariña                                                                                    |           |
| 1979 | Casa Kostianovsky ᚼ                                                                       |                                    | Asunción | La Recoleta                | Recoleta              | Avda. República Argentina esq. Alfredo Seiferheld                                                                   |           |
| 1980 | Casa Federer ᚼ                                                                            |                                    | Asunción | San Roque                  | Mariscal López        | Calle Luis de Morales c/ Dr. Ricardo Brugada                                                                        |           |
| 1980 | Casa Túrtola ᚼ                                                                            |                                    | Asunción | La Recoleta                | San Cristóbal         | Avda. Mcal. López esq. Trifón Benítez Vera                                                                          |           |
| 1980 | Casa Matalón Ullón ᚼ (actual casa Benítez)                                                |                                    | Asunción | San Roque                  | Mariscal. López       | Avda. España casi Brasilia                                                                                          |           |
| 1981 | Casa Yacht y Golf Club Paraguayo                                                          |                                    | Lambaré  | -                          | Parques del Yacht     | Avda. Paseo del Yacht y Golf Club, al lado de la casa Ramos                                                         |           |
| 1983 | Casa Zacarías Michelagnoli (demolida)                                                     |                                    | Asunción | Santísima Trinidad         | Santo Domingo         | Avda. Santísimo Sacramento c/ calle Nuestra Señora del Carmen                                                       |           |
| 1983 | Casa Stadecker ᚼ                                                                          |                                    | Asunción | Santísima Trinidad         | Bella Vista           | Avda. España c/ Avda. Venezuela                                                                                     |           |
| 1983 | Casa Martínez ᚼ                                                                           |                                    | Asunción | La Recoleta                | Mariscal Estigarribia | Avda. Boggiani casi R.I. 4 Curupayty                                                                                |           |
| 1987 | Casa Musi ᚼ                                                                               |                                    | Asunción | Santa María de la Asunción | Republicano           | Calle Dr. Esculies c/ Rafaela Machaín de Guanes                                                                     |           |
| 1989 | Edificio Nautilus                                                                         |                                    | Asunción | San Roque                  | San Roque             | Calle 25 de Mayo esq. Curupayty                                                                                     |           |
| 1991 | Casa Roger Ayala Domínguez (conocida como casa Ferreira Falcón) ᚼ                         |                                    | Asunción | La Recoleta                | San Cristóbal         | Avda. Mcal López esq. Bélgica                                                                                       |           |
| 1991 | Casa Ramos                                                                                |                                    | Lambaré  | -                          | Parques del Yacht     | Avda. Paseo del Yacht y Golf Club (a 350 metros del Resort Yacht y Golf Club Paraguayo, con salida al río Paraguay) |           |
| 1991 | Casa Maluff Armele (inconclusa) (conocida como Castillo Pindú)                            | Archivo:Vivienda Maluff Armele.png | Asunción | La Recoleta                | San Cristóbal         | Calle Guido Spano esq. Gumersindo Sosa                                                                              |           |
| 1995 | Edificio Asturias (obra póstuma)                                                          |                                    | Asunción | San Roque                  | Las Mercedes          | Avda. Mcal. López esq. Juan manuel Frutos Pane                                                                      |           |

ᚼ: Obras declaradas Patrimonio Cultural Urbano en el año 2017 por la Secretaría Nacional de Cultura.

## Honores y Reconocimientos
| Año  | Distinciones |
| ---- | --- |
| 1966 | “Mención de Honor” en el Concurso de Artes Plásticas organizado por el CCPA.                                                   |
| 1973 | “Segundo Premio” en el Concurso de Cuentos organizado por el diario La Tribuna.                                                |
| 1977 | “Premio Invitado de Honor” en la II Bienal de Maldonado.                                                                       |
| 1979 | “Gran Premio” en la III Bienal de Maldonado.                                                                                   |
| 1989 | Mención Especial al Mejor Grabado, Salón Latinoamericano de Dibujo y Grabado en la Galería de Arte Contemporáneo en Argentina. |
| 1995 | El edificio Nautilus ha sido merecedor del premio "Mención Especial" en la Bienal de Quito, Ecuador.                           |

- Olga Blinder durante la presentación en la Galería Miró del año 1970 dice: Jenaro Pindú analiza, critica y condena las condiciones del mundo en que vivimos. Elige la actitud de denuncia y aunque quisiéramos ver en su obra el planteamiento y la apertura de nuevos caminos, que no hallamos, vislumbramos la inquietud que se manifiesta como una larga proyección de angustia.[19]
- Josefina Plá escribió en 1973: …Pindú llega a esta manifestación artística desde las filas de la arquitectura, que da a sus diseños definido rigor estructural. Ha venido manteniéndose dentro de lo figurativo en cuanto a la elección de elementos formales, aunque su organización trasciende la forma inmediata imbuyéndola de multivalencias, y busca la configuración de un mundo diferente, irreal (surrealismo poético). En sus diseños se observan objetos que al parecer cotidianos y corrientes se yuxtaponen y organizan en una realidad nueva, hecha de presagio y de inminencia.[5]
- Ticio Escobar, importante crítico paraguayo, en un libro titulado “Una interpretación de las artes visuales del Paraguay” del año 1982, escribió lo siguiente: Pindú comienza trabajando con esculturas; formas orgánicas de texturas ampolladas que ya anuncian el sentido fantástico de su trabajo. Pero su obra principal se define enseguida a través del dibujo; la exposición realizada en la galería Miró en 1970, marca el inicio del apogeo de esa técnica en la década que comenzaba entonces. A partir de allí, su figuración fue creciendo e incorporando nuevos significados y procedimientos, pero sin alterar esencialmente sus contenidos fantásticos y dramáticos.[7]
- Livio Abramo dijo en la bienal de Sao Paulo en 1983: Él es un artista meticuloso, inventivo y fantasioso. Hablar del arte de Pindú es adentrarse en un mundo de misterios, en el que cada cosa guarda un secreto de tiempo y vivencias, tanto antiguas como actuales. Sus ruedas, torres, locomotoras y barcos, el color del cielo, son tantas habilidades para la fantasía, cuyo fin es llevarnos a conocer, a tratar de descubrir las cosas conocidas que se esconden detrás de estas máquinas, que están al mismo tiempo arracimadas de construcciones medievales, máquinas agresivas y ruidosas ansiosas de hacer que nuestro mundo terrestre se funda, desaparezca en el espacio indefinido de la visión creadora del arte. Estas máquinas siempre tienen algo que nos agarra y quiere apresarnos para llevarnos al mundo vago, indistinto, pero terriblemente cautivador de los desposeídos. A pesar de ello, no sentimos el ruido de la maquinaria de Pindú, pues el artista es un mago del equilibrio, la armonía y el silencio; es, en definitiva, un clásico del sentimiento, ya que la medida -sentido propio de los arquitectos- sigue siendo un elemento moderador en sus obras, incluso en las más atrevidas. Pero precisamente el sentido de lo infinitamente pequeño y la conciencia de las amplitudes abiertas del cosmos le permiten a este inteligente creador de una locomotora imaginaria, de cualquier máquina abstrusa, bólidos llenos de fantasías que pueden estallar dentro de nuestra sensibilidad, haciéndonos revivir los recuerdos de innumerables personas y tiempos... Todas las cosas inventadas por Jenaro tienen un sentido hermético; esta impresión se acentúa, ya que el humano está ausente de este mundo. Sin embargo, cuánta vida sentimos palpitar tras las empalizadas de sus torres sobre las que vemos las altísimas escaleras de la ambición y el deseo nunca satisfecho. Todo esto dentro de esas ruedas y máquinas que parecen estar siempre listas para la salida liberadora que, sin embargo, permanecen inmóviles en este espacio ambiguo donde todo está por suceder, pero donde nada, al parecer, va a suceder; en ese espacio brumoso en el que todo está envuelto y que representa el inconsciente colectivo que finalmente los devorará... Máquinas y armonías -agresivas y silenciosas, como bestias al acecho- o torres que están a punto de resquebrajarse y desbordar la pesada carga que contienen, como sentimientos humanos al borde de la ruptura. La ambigüedad en el arte de Jenaro Espínola está en esa contradicción entre sus estructuras, que parecen cargadas de experiencias ansiosas de liberarse de sus férreas y complicadas fuerzas opresoras, y la sensación que uno tiene de que nada de esto va a pasar...[17] Uno de los artistas más capaces del Paraguay -actualmente lírico y dramático al mismo tiempo- Jenaro Pindú crea estructuras arquitectónicas llenas de simbolismo humano y transforma la sensación de agresividad latente y hermética que surge de su subconsciente en un mundo donde su arte, ya sólidamente maduro, ofrece la sorpresa de visiones inesperadas y líricas.[17]
- Osvaldo González Real escribe en 1985: Al comenzar la década del 70 se dan las circunstancias favorables para el "boom" del dibujo. Jenaro Pindú al exponer sus dibujos en la galería MIRÓ nos reveló la cosmovisión apocalíptica que lo angustiaba. Las arquitecturas imaginarias, las ciudades utópicas al borde de la destrucción, los inmensos simulacros -bastidores gigantes flotando como velas infinitas-, los proyectos de ciudades-robot, despojos ya fósiles de una catástrofe inaudita, nos mostraban la visión desolada de un artista consiente de vivir en el fin de los tiempos.[20]
- En el año 2014 durante la muestra de Jenaro Espínola titulada: "Despúes de la Ruina, la obra de Pindú" presentada en el Centro de Artes Visuales / Museo del Barro, Ticio Escobar escribió lo siguiente: La obra de Pindú es prolija, vigilante de la cabalidad formal y cuidadosa de los procedimientos técnicos y las condiciones de exhibición.[11]
- El arquitecto Luis Elgue escribió en el año 2020: Los fragmentos de ruinas son un tema recurrente en muchos de sus edificios y son perceptibles en la base de piedra del Edificio Nautilus.[3]
- Arturo Peña escribió en un artículo en el año 2021: Su personalidad introvertida, su sensibilidad y su vida solitaria se reflejaron de alguna forma en sus creaciones. Sus proyectos de viviendas mostraban su deseo de convivir en armonía con la naturaleza en un mundo moderno. Su genio se manifiesta en los detalles más pequeños, como la terminación de un techo, una puerta al estilo de la entrada a una cueva o un toque particular en la jardinería. Los elementos presentes en su trabajo artístico los trasladó también a su obra arquitectónica, genuina y dinámica.[4]